# Настоящее историческое
Настоящее историческое (лат. praesens historicum) в языкознании и риторике — употребление форм настоящего времени при описании событий прошлого. Для такого употребления обычно нужен широкий контекст, чётко указывающий на план прошлого. В русском языке иногда в этом значении используется термин «настоящее повествовательное» (А. В. Бондарко) и «настоящее нарративное» (Е. В. Падучева).

## Краткая характеристика
Как правило, использование настоящего исторического вместо форм прошедшего времени даёт эффект оживления повествования, повышает степень наглядности описываемых событий. Говорящий словно переносится в прошлое и изображает события как разворачивающиеся на его глазах. Praesens historicum широко использовалось в письменной традиции классической латыни, например, в историческом повествовании Тита Ливия:

Roma interim crescit, duplicatur civium numerus, Caelius additur urbi mons (Между тем Рим растёт, удваивается число граждан, к городу присоединяется гора Целий; Liv. I.30).

## Настоящее историческое в русском языке
В русских текстах настоящее историческое используется достаточно ограниченно, значительно реже, чем в других европейских языках типа английского или французского, в которых в настоящем историческом могут быть написаны целые крупные тексты, например очерки или романы (например, роман Дж. Апдайка «Кролик, беги»). Дискурсивное использование настоящего времени для описания событий прошлого в русской традиции характерно для публицистики и научно-популярной литературы (преимущественно для беллетризованных биографий). Настоящее историческое довольно редко используется в художественной литературе, а в научной и справочной литературе не используется почти совсем. В настоящем историческом как правило оформляются устные пересказы содержания предыдущих серий в начале новых серий многосерийных фильмов или сериалов.
Формы настоящего исторического могут как оформлять весь текст или его значительные фрагменты (пример 1), так и появляться в тексте спорадически, в особых позициях (пример 2).
Пример 1.

1 марта 1881 года в Петербурге группа молодых людей из организации «Народная воля» убивает [НАСТ-НЕСОВ] императора Александра II. Бомбу в царя бросает 25-летний поляк Игнатий Гриневицкий. Но руководит терактом 27-летняя дочь бывшего губернатора Петербурга Софья Перовская — это она машет белым платком, подавая сигнал убийце. Смерть императора шокирует петербургскую элиту. На тот момент многие уверены, что Россия находится в двух шагах от принятия конституции. Ещё за два месяца до убийства, в январе 1881 года, министр внутренних дел Михаил Лорис-Меликов пишет и приносит императору «всеподданнейший доклад» с изложением плана политических реформ.
— М. Зыгарь. «Империя должна умереть»
Пример 2.

Первым серьёзным испытанием для Путина становится [НАСТ-НЕСОВ] катастрофа с атомной подводной лодкой «Курск». Она утонула [ПРОШ-СОВ] 12 августа, на 97-й день президентства Владимира Путина. Поначалу он не придал аварии значения и уехал в отпуск в Сочи. Военные докладывали, что всё под контролем, волноваться не надо, вот-вот всё наладится.
— М. Зыгарь. «Вся кремлёвская рать»

## Настоящее историческое в аспектологии: критерий Маслова
Перевод нарративного текста из плана прошедшего в план настоящего, сопровождаемый заменой стандартных форм прошедшего времени совершенного вида в настоящее историческое (НАСТ-НЕСОВ), является автоматическим, поэтому эта процедура может использоваться в качестве теста на видовую парность. Этот тест был предложен Ю. С. Масловым в работе 1948 года и широко используется в современной русской аспектологии под названием «критерий Маслова». Например, текст примера 1 может быть преобразован в традиционный событийный нарратив, оформленный глаголами совершенного вида прошедшего времени.

1 марта 1881 года в Петербурге группа молодых людей из организации «Народная воля» убивает [НАСТ-НЕСОВ] императора Александра II. Бомбу в царя бросает 25-летний поляк Игнатий Гриневицкий. Но руководит терактом 27-летняя дочь бывшего губернатора Петербурга Софья Перовская — это она машет белым платком, подавая сигнал убийце. Смерть императора шокирует петербургскую элиту. На тот момент многие уверены, что Россия находится в двух шагах от принятия конституции. Ещё за два месяца до убийства, в январе 1881 года, министр внутренних дел Михаил Лорис-Меликов пишет и приносит императору «всеподданнейший доклад» с изложением плана политических реформ.

1 марта 1881 года в Петербурге группа молодых людей из организации «Народная воля» убила императора Александра II. Бомбу в царя бросил [ПРОШ-СОВ] 25-летний поляк Игнатий Гриневицкий. Но руководила терактом 27-летняя дочь бывшего губернатора Петербурга Софья Перовская — это она махнула белым платком, подавая сигнал убийце. Смерть императора шокировала петербургскую элиту. На тот момент многие были уверены, что Россия находилась в двух шагах от принятия конституции. Ещё за два месяца до убийства, в январе 1881 года, министр внутренних дел Михаил Лорис-Меликов написал и принёс императору «всеподданнейший доклад» с изложением плана политических реформ.

Этот тест позволяет выделить следующие чистовидовые пары: убивать — убить, бросать — бросить, махать — махнуть, писать — написать, приносить — принести.

## Будущее историческое
Близким к настоящему историческому является особый тип нарративных употреблений будущего — будущее историческое: в отличие от обычного будущего, оно описывает не гипотетическую прогнозируемую ситуацию, а событие в прошлом. Будущее историческое жанрово ограничено и используется почти исключительно в художественной речи.
Пример 3.

Рейтерн этот был офицер. Под Лейпцигом ему оторвало ядром правую руку. Он стал рисовать левой, писал и красками, добился известных успехов <...> Работы его Жуковскому нравились <...> Но, конечно, и в голову ему не могло прийти, какую роль через много лет сыграет в его жизни дом этого «безрукого красавца».
— Б. К. Зайцев. «Жуковский»
Будущее историческое обычно используется в придаточных предложениях и передаёт семантику последовательной смены событий в прошлом, но с особым художественным эффектом: оно подчёркивает второстепенный, фоновый характер сообщаемой информации, будущее нарративное пунктирно намечает линию развития событий и при этом является способом оформления зазора между сознанием героя и сознанием автора и читателя: герой в норме не знает о том событии, о котором сообщает автор.